# Angels (Pornofilm)
Angels ist ein amerikanischer Pornofilm des Regisseurs John Leslie aus dem Jahr 1992. Er gilt als Hardcore-Drama und beinhaltet Cumshot- und Facial-Szenen.

## Handlung
Die Eröffnungssequenz des Films wird von den Liebeslauten eines Paares begleitet. Im Anschluss wird das zugehörige Paar, Caesar und Angel, beim Geschlechtsverkehr gezeigt, während Caesars Gedanken aus dem Off erklingen. Er fragt sich, wie er an Heiligabend mit einem so wunderschönen Engel im Bett landen konnte und beginnt mit der Erzählung der Geschichte.
Vito und Caesar planen einen gemeinsamen Raubüberfall. Während Caesar an Heiligabend in einer Bar sitzt und seinen Plan ausarbeitet, beobachtet Vito ein Mädchen, das von drei Männern umworben wird, mit denen sie später geht. Vito versucht, Caesar aufzumuntern, und fordert ihn auf, nicht mehr nervös zu sein, denn dies sei sein größtes Problem. Während Gigi kurz in der Bar auftaucht und sich mit Vito unterhält, erhält Caesar einen geheimnisvollen Anruf von einem gewissen "Carmine", der ihn zu einem Treffen einlädt.
Kurz darauf treffen sich Gigi und Vito mit Caesars Frau Mimi. Während Vito nun Mimi verführt, ertappt Caesar die drei bei ihrem Treiben, ignoriert die Situation jedoch und kehrt zur Bar zurück. Dort trifft er alte Bekannte und zieht sich in ein Büro zurück, wo er über sein verpfuschtes Leben als Krimineller reflektiert. Als er ernsthaft erwägt, sich das Leben zu nehmen, erscheint sein Freund Dominic, der schon lange tot ist, und erklärt, dass seine Zeit erst am 4. April 2025 gekommen sei.
Dominic zeigt Caesar verschiedene Szenarien aus einer Zukunft, in der er Selbstmord begangen hat, darunter ein Blick in sein Schlafzimmer, in dem Gigi und Vito intim sind, während Mimi sich selbst verwöhnt und Gigi nach dem Ende des Geschlechtsakt Vito ein Versprechen auf „ihre Hälfte“ abringt. Dominic zeigt ihm auch die Szene in der Bar, die offenbart, dass Detective Carmine und Vito gegen Caesar und Gigi konspirieren. 
Caesar will wissen, was nach seinem Tod mit ihm und ihm nahestehenden Personen geschieht und erfährt von Dominic, dass die Polizei bald seinen Körper finden wird und er von einigen Menschen mehr oder weniger betrauert werden wird, aber ihnen sonst nicht viel passiert. 
Dominic zeigt ihm, wie seine Frau noch auf der Trauerfeier Jerk-Off Sam verführt und dass er, Dominic, nicht viel braucht, um die treulose und triebhafte Gigi zum Sex zu überreden.
Zurück im Büro wird Caesar von Dominic gedrängt, sich das Leben zu nehmen. Plötzlich erscheint Angel, die ihn warnt, dass er ins Verderben stürzt, wenn er diesen Schritt wagt. Nach einem kurzen Streit verlässt Dominic den Raum. 
Caesar vertreibt Mimi, Gigi und Vito aus seinem Heim. In der Intimität von Caesars Schlafzimmer kommen Angel und Caesar zusammen und werden miteinander intim. Nach einer leidenschaftlichen Begegnung endet der Film mit dem Einsetzen der Musik und dem Abspann. 

## Wissenswertes
- Die Handlung ist teilweise inspiriert von der Erzählung A Christmas Carol.[1]